# Capralba
Capralba ist eine Gemeinde mit 2295 Einwohnern (Stand 31. Dezember 2023) in der Provinz Cremona, welche sich in der italienischen Region Lombardei befindet. Von Einheimischen wird die Gemeinde auch Cavralba genannt.

## Ortsteile
Die 13,38 km² große Gemeinde liegt neben dem Hauptort die Fraktion Farinate, sowie die Wohnplätze Campisigo di Sopra, Cascina Famosa und Pradello.